# William Brabazon (1er comte de Meath)
William Brabazon, 1er comte de Meath (c.1580 - 18 décembre 1651) est un pair anglo-irlandais.

## Biographie
Brabazon descend d'une famille anglaise qui s'installe dans le Leicestershire sous le règne d'Henri III et arrive en Irlande dans les années 1530. Il est le deuxième mais l'aîné des fils survivants d'Edward Brabazon et de Mary Smythe, fille de Thomas Smythe, greffier du drap vert. Son père est créé baron Ardee en 1616. Son grand-père, également William Brabazon, est vice-trésorier d'Irlande pendant 23 ans et la famille y possède de grands domaines.
Brabazon est fait chevalier en 1604 par Jacques Ier. Le 7 août 1625, il succède à son père en tant que baron Ardee. Il est nommé membre du Conseil privé d'Irlande en 1627 et occupe divers postes au sein du gouvernement d'Irlande. Il est également Custos Rotulorum du comté de Dublin. Le 16 avril 1627, il est créé comte de Meath dans la pairie d'Irlande, avec le reste à défaut d'héritiers mâles, à son frère Anthony Brabazon et ses héritiers mâles. En 1631, à Killruddery House (qui est toujours la maison familiale), il accueille le mariage de sa sœur veuve, Elizabeth avec John Bramston, le Lord Chief Justice (un mariage tardif que leur père a interdit de nombreuses années plus tôt, mais que son frère a manifestement approuvé). En 1644, au plus fort des guerres des Trois Royaumes, Brabazon est envoyé par le Parlement irlandais à la cour royaliste d'Oxford pour consulter Charles Ier. Il est ensuite fait prisonnier par les parlementaires et incarcéré dans la tour de Londres pendant 11 mois.
Il épouse Jane Bingley (morte en 1644), la fille de John Bingley, contrôleur des rassemblements et des chèques, et sa première épouse Anne Henshaw, et ensemble ils ont un fils, Edward qui succède à son père en 1651.